# Confolent-Port-Dieu
 Confolent-Port-Dieu  (en occitano Pòrt Diu) es una comuna y población de Francia, en la región de Lemosín, departamento de Corrèze, en el distrito de Ussel y cantón de Bort-les-Orgues.
Su población en el censo de 2008 era de 29 habitantes. Es la comuna menos poblada del departamento de Corrèze.
Está integrada en la Communauté de communes du Plateau Bortois .

## Nombre
El nombre de la población hace referencia a la villa de Port-Dieu, que desapareció bajo las aguas al construirse la represa de Bort-les-Orgues.

## Demografía
| 48 | 57 | 40 | 30 | 38 | 39 | 29 |
| Para los censos de 1962 a 1999 la población legal corresponde a la población sin duplicidades (Fuente: INSEE [Consultar]) |    |    |    |    |    |    |